# Estadio Trelawny
El Estadio Trelawny es un estadio multipropósito ubicado en la parroquia de Trelawny en Jamaica con capacidad para 25000 espectadores.

## Historia
El estadio fue construido en 2007 gracias a un acuerdo entre el gobierno local con el de China para financiar $30000000 para su construcción.
El estadio es utilizado principalmente para partidos de Críquet femenil, siendo utilizado en la ceremonia de inauguración de la Copa Mundial de Críquet de 2007, pero no se utilizó para partidos del mundial.
Sirve también como sede alterna de la selección de fútbol, usándolo por primera vez en un partido de eliminatoria rumbo a Sudáfrica 2010 donde enfrentaron a Bahamas en 2008 y también lo usaron como sede de la Copa del Caribe de 2008.

## Partidos

### Copa del Caribe
| 6 de diciembre de 2008 | Cuba                                         | 3–0     | Antigua y Barbuda | Greenfield Stadium, Trelawny  |                               |
|                        | Marquez 7' · Linares 20' · Colomé 35' (pen.) | Reporte |                   | Árbitro(s): Courtney Campbell | Árbitro(s): Courtney Campbell |

| 6 de diciembre de 2008 | Haití                               | 2–3     | Guadalupe                                        | Greenfield Stadium, Trelawny |                           |
|                        | Boucicaut 45' (pen.) · Ednerson 68' | Reporte | Antoine-Curier 14' · Niçoise 17' · Lambourde 90' | Árbitro(s): Trevor Taylor    | Árbitro(s): Trevor Taylor |

| 7 de diciembre de 2008 | Granada                       | 4–2     | Barbados         | Greenfield Stadium, Trelawny |                          |
|                        | Bain 14' 28' 67' · Julien 22' | Reporte | Williams 71' 78' | Árbitro(s): Joel Aguilar     | Árbitro(s): Joel Aguilar |

| 7 de diciembre de 2008 | Jamaica    | 1–1     | Trinidad y Tobago | Greenfield Stadium, Trelawny |                            |
|                        | Vernan 46' | Reporte | McFarlane 81'     | Árbitro(s): Roberto Moreno   | Árbitro(s): Roberto Moreno |

### Eliminatoria al Mundial de Fútbol
| 18 de junio de 2008                       | Bahamas | 0–6     | Jamaica                                                    | Greenfield Stadium, Daniel Town, Jamaica                     |                                                              |
|                                           |         | Reporte | Burton 29' 56' · Shelton 35' 38' (pen.) 43' · Marshall 40' | Asistencia: 10,500 espectadores Árbitro(s): Benito Archundia | Asistencia: 10,500 espectadores Árbitro(s): Benito Archundia |
| Bahamas eligió jugar de local en Jamaica. |         |         |                                                            |                                                              |                                                              |